# Ctenus peregrinus sapperi
Ctenus peregrinus là một phân loài nhện trong họ Ctenidae.
Loài này thuộc chi Ctenus. Ctenus peregrinus sapperi được Embrik Strand miêu tả năm 1916.